# Benedetto Patellaro
Benedetto Patellaro (né le 9 janvier 1960 à Monreale) est un coureur cycliste italien. Professionnel de 1981 à 1986, il a notamment remporté une étape du Tour d'Italie.

## Palmarès et résultats

### Palmarès amateur
- 1979
  - 3e du Trophée Raffaele Marcoli
- 1980
  - Vicence-Bionde
  - Grand Prix Colli Rovescalesi
  - 2e du Piccola Sanremo

### Palmarès professionnel
- 1981
  - 1reb (contre-la-montre par équipes) et 17e étapes du Tour d'Italie

### Résultats sur les grands tours

#### Tour d'Italie
5 participations
- 1981 : 68e, vainqueur des 1reb (contre-la-montre par équipes) et 17e étapes
- 1982 : abandon (21e étape)
- 1984 : 95e
- 1985 : 90e
- 1986 : abandon (20e étape)

### Tour de France
1 participation
- 1982 : abandon (8e étape)